# Academia Ecuatoriana de la Lengua
L'Academia Ecuatoriana de la Lengua (Accademia ecuadoriana di lingua) è un'associazione di accademici ed esperti sull'uso della lingua spagnola in Ecuador.
L'Accademia fu fondata il 4 marzo 1875, a Quito, in seguito alla Real Academia Española che autorizzò la creazione di accademie nazionali nel 1870. Essa mirava a riunire gruppi intellettuali e letterari a livello regionale. L'Academia è oggi la più alta istituzione culturale in Ecuador.